# UFO (гурт)
UFO — британський рок-гурт.

## Історія гурту
Утворений в серпні 1969 року в Лондоні під назвою Hocus Pocus. До складу гурту ввійшли: Філ Могг (Phil Mogg; 15 квітня 1948, Лондон, Велика Британія) — вокал; Майк Болтон (Mick Bolton) — гітара та Піт Вей (Pete Way) — бас. Після приєднання до тріо ударника Енді Паркера (Andy Parker) музиканти взяло собі назву UFO. Уклавши у березні 1970 року угоду з невеликою фірмою «Beacon Records» гурт наступного року дебютував лонгплеєм «UFO І». Цей альбом, записаний лише за шість днів, пропонував мішанину з прогресивного спейс-року, блюзу та бугі. Однак дебютна робота, як і наступні лонгплеї — «UFO II — Flying (One Hour Space Rock») та «UFO Live (Landed In Japan)» — не отримали великого визнання у Британії. Інша доля спіткала музикантів у Німеччині та Японії, де гурт здобув багато палких прихильників.
У січні 1972 року UFO вирішив залишити Майк Болтон і на його місці з'явився колишній гітарист груп Shagat та Bloodwyn Pig Ларрі Вейлліс (Larry Wallis). Проте внаслідок суперечок з Філом Моггом гітарист протримався у складі UFO лише до жовтня 1972 року, після чого приєднався до формації Pink Fairies. З листопада 1972 року з гуртом виступав Берні Марзден (Bernie Marsden) — гітара, який у червні наступного року поступився місцем гітаристу німецької формації Scorpions Міхаелю Шенкеру.
Разом з цим музикантом гурт уклав угоду з фірмою «Chrysalis» і розпочала найкращий період своєї кар'єри. Відкривав його чудовий альбом «Phenomenon», виданий у травні 1974 року, а закінчували такі класичні нині композиції, як «Rock Bottom» та «Doctor Doctor». Водночас музика гурту зазнала змін, зорієнтувавшись на соковитий хеві-метал, прикрашений повними винахідливості сольними партіями Шенкера.
У другій половині 1974 року під час промоційного турне Скандинавією та Британією склад гурту зміцнив другий гітарист Пол Чепмен (Paul Chapman) — колишній учасник Skid Row і майбутній Lone Star.
У липні 1975 року на музичному ринку з'явився черговий лонгплей «Force It», а тим часом гурт наполегливо гастролював в США. Однак надалі UFO користувались зростаючою популярністю на Старому континенті.
У вересні 1975 року співпрацю з гуртом розпочав колишній клавішник формації Heavy Metal Kids Денні Піронел (Danny Peyronel). Наступного року за його участю з'явилась платівка «No Heavy Petting» з такими класичними творами як «Natural Thing» та «Belladonna». У липні 1976 року Піронел перейшов до Blue Max, a його місце зайняв екс-Savoy Brown Пол Реймонд (Paul Raymond). Новим складом гурт записав три цікавих альбоми: «Lights Out», «Obsession» та концертний «Strangers In The Night», який виявився прощальним для Міхаеля Шенкера. У листопаді 1978 року гітарист залишив UFO, щоб на деякий час повернутися до Scorpions, а пізніше утворити власну формацію MSG. Відтоді кар'єра гурту зазнала занепаду, музикантам так і не вдалося відшукати колишню славу.
Шенкера замінив Пол Чепмен (цього разу він потрапив до UFO надовго) і з його участю було записано альбом 1980 року «No Place To Run». У липні 1980 року замість Реймонда було запрошено екс-Wild Horses Ніла Картера (Neil Carter), який взяв участь у роботі над альбомами «The Wild, The Willing & The Innocent» та «Mechanix».
У червні 1982 року UFO залишив один з її засновників — Піт Вей, який вирішив продовжити власну кар'єру у формації колишнього учасника Motorhead «Фаста» Едді Кларка — Fastway. Проте Вей недовго залишався у Кларка і 1983 року зустрівся з Полом Реймондом у групі Waysted.
Тим часом квартет, що залишився, запропонував 1983 року альбом «Making Contact», а до участі у промоційному турне запросив відомого басиста Біллі Шієна (Billy Sheehan). Однак того ж року музиканти вирішили припинити спільну діяльність.
Наприкінці 1984 року Філ Могг вирішив відродити UFO і разом з Полом Греєм (Paul Gray) — бас; Полом Реймондом — клавішні, гітара; Атоміком Тонні М. (Atomik Tommy M.) — гітара та Джимом Сімпсоном (Jim Simpson) — ударні записав непоганий лонгплей «Misdemeanor». Проте платівка не здобула очікуваного успіху, як і міні-альбом «Ain't Misbeavin'», записаний без Пола Реймонда, і восени 1988 року гурт знову припинив свою діяльність.
1991 року Філ Могг та Піт Вей з відчаєм увірвалися на музичний ринок з платівкою «High Stakes & Desperate Men». Це чергове видання UFO разом з лідерами гурту записували гітарист Лоуренс Арчер (Lawrence Archer) (екс-Grand Slam) та ударник Клайв Едвардс (Clive Edwards) (екс-Wild Horses). Лонгплей так і не отримав визнання і здавалося, що гурт залишився лише в історії. Однак несподівано наприкінці 1993 року UFO знову відродилась, цього разу у сенсаційному складі: Шенкер, Могг, Вей, Паркер та Реймонд. Музиканти вирушили у концертне турне Німеччиною (разом з Quiet Riot та Докі Холлідеєм), а наступного року нагадали про себе альбомом «Heaven's Gate Live». Наприкінці 1995 року місце Паркера зайняв Саймон Райт (Simon Wright) з AC/DC. Після появи 1995 року альбому «Walk On Water» учасники гурту знов пішли кожен своїм шляхом.
У 2000 році Міхаель Шенкер знову відновив діяльність гурту і гурт випустив диск «Covenant».

### A Conspiracy of Stars (2013 - наш час)
2013 року почалась робота над 22 студійним альбомом гурту, пластинка отримала назву "A Conspiracy of Stars". Як і над попереднім диском, разом з гуртом партії бас гітари виконував не офіційний учасник.
Реліз альбому відбувся 23 лютого за підтримки лейблу Steamhammer/SPV Records.

## Дискографія
- 1970: UFO 1
- 1971 UFO II — Flying (One Hour Space Rock)
- 1974: Phenomenon
- 1975: Force It
- 1976: No Heavy Petting
- 1977: Lights Out
- 1978: Obsession
- 1980: No Place To Run
- 1981: The Wild, The Willing & The Innocent
- 1982: Mechanix
- 1983: Making Contact
- 1985: Misdemeanour
- 1988: Ain't Misbehavin (EP)
- 1992: High Stakes & Dangerous Men
- 1995: Walk On Water
- 2000: Covenant
- 2002: Sharks
- 2004: You Are Here
- 2006: The Monkey Puzzle
- 2009: The Visitor
- 2012: Seven Deadly
- 2015: A Conspiracy of Stars

### Живі альбоми
- 1971: UFO Live (Landed Japan)
- 1979: Strangers In The Night
- 1992: Lights Out Over Tokyo Live
- 1994: Heaven's Gate Live

### Компіляції
- 1976: Space Metal
- 1983: Headstone — The Best Of UFO
- 1985: The Collection
- 1986: Anthology
- 1988: The Best Of The Rest
- 1992: The Essential UFO
- 1993: Decca Years
- 1995: Doctor, Doctor
- 1997: Best Of UFO: Gold Collection
- 1997: X-Factor — Out There & Back

### Відео
- 1994: Too Hot To Handle — The Best Of UFO
- 2005: Showtime